# Templo de Poseidón en Istmia
El Templo de Poseidón en Istmia es un antiguo templo griego situado en el istmo de Corinto, dedicado al dios Poseidón y construido en el periodo arcaico. Se encuentra a unos 16 kilómetros al este de la antigua Corinto, en el emplazamiento de la antigua Istmia. Parece que se construyó en el siglo VII a. C.,posteriormente fue destruido en el 470 a. C. y reconstruido como Templo de Poseidón en Istmia en el año 440 a. C., durante el periodo clásico. 

## Historia
Entre los siglos VIII y VII a. C., se observa la aparición de un nuevo periodo en la historia arquitectónica y artística de Grecia, en el que Corinto se sitúa en el centro, con el desarrollo de nuevos diseños de cerámica, la planificación de asentamientos, la organización militar y, lo que es más importante, el posible nacimiento de edificios monumentales y de un nuevo estilo arquitectónico conocido como orden dórico. La fecha de construcción del templo arcaico es importante, ya que establece el inicio de la arquitectura monumental y la transición de la arquitectura de la Edad del Hierro a la dórica. Este fue también el momento en que el templo griego en su conjunto se convirtió en una forma definida.
El emplazamiento del templo de Poseidón en Istmia tuvo gran actividad hasta el III d. C. Fue un santuario panhelénico y el último emplazamiento de uno de los cuatro Juegos Panhelénicos del siglo VI (hacia el 581 a. C.) que se encontró, y tuvo numerosos edificios construidos en sus alrededores. Entre ellos se encuentran unas termas romanas, un teatro y, sobre todo, dos templos. El templo arcaico fue el primero que se erigió y tenía columnas de madera, 7 en los lados cortos y 19 en los largos. Era inusualmente largo para su anchura. El templo albergaba, entre otras cosas, estatuas de culto de Poseidón y Anfitrite, así como una estatua de Melicertes, en cuyo honor se fundaron los Juegos Ístmicos.
En el lado este del templo se encontraba un altar de unos 40 metros de largo. El santuario estaba rodeado por un muro del témenos. Fue destruido por un incendio en el año 470 a. C.; el emplazamiento del templo se reconstruyó entonces, dando lugar a un templo más grande de orden dórico con 13 columnas en los lados mayores y 6 columnas en los menores, que fue construido directamente sobre el arcaico hacia el 460 a. C.; también fue destruido por un incendio, esta vez en el año 390 a. C., durante la guerra de Corinto.
Los Juegos Ístmicos que se celebraban cerca del templo de Istmia en honor a Poseidón eran uno de los cuatro grandes festivales atléticos de la antigua Grecia, junto con los de Zeus en Olimpia y Nemea, y los de Apolo en Delfos. Los juegos fueron mencionados por Calímaco en el siglo III a. C.
Pausanias describió el santuario en el siglo II:

En el templo, que no es muy alto, hay tritones de bronce. En el pronao están dos imágenes de Poseidón, una tercera de Anfitrite y una Talasa, también esta de bronce. Las ofrendas que hay las dedicó en nuestra época Herodes Ático: cuatro caballos dorados con excepción de los cascos; sus cascos son de marfil. Junto a los caballos hay dos tritones de oro, también estos de marfil la parte de la cintura para abajo; sobre el carro están Anfitrite y Poseidón, y un niño, Palemón, está en pie sobre el delfín. Estos están hechos también de marfil y oro. En medio de la basa en la que se encuentra el carro está en relieve Talasa sosteniendo a Afrodita niña, y a uno y otro lado están las llamadas Nereidas... En la basa de Poseidón están esculpidos también los hijos de Tindáreo, porque ellos precisamente son también salvadores de naves y de navegantes. Por lo demás, están ofrendadas una imagen de Galene y Talasa, un caballo parecido a una ballena desde el pecho para abajo, Ino, Belerofonte y el caballo Pegaso. Dentro del recinto, a la izquierda hay un templo de Palemón, y en él imágenes de Poseidón, Leucótea y del propio Palemón. Hay otro edificio llamado Áditon, y una bajada subterránea a él, donde dicen que está escondido Palemón. El que, corintio o extranjero, jure en falso, no tiene ningún medio de escapar a su juramento. Hay también un santuario antiguo llamado altar de los cíclopes, y en él hacen sacrificios a estos. Las tumbas de Sísifo y Neleo —pues dicen que Neleo llegó a Corinto, murió de enfermedad y fue enterrado en el Istmo—no sé si alguien podría buscarlas después de leer a Eumelo.
Pausanias, Descripción de Grecia, II, 1, 7-9; II, 2, 2, 1-2.

Si todavía estaba en uso en el siglo IV, el templo habría sido cerrado durante la persecución a los paganos en el Imperio romano tardío. Lo más probable es que el templo de Poseidón fuera saqueado y destruido en la invasión del Peloponeso por los visigodos en el año 396 d. C.
Durante el reinado de Teodosio II, en el siglo V, gran parte de las piedras del templo se utilizaron para construir el Muro del Hexamilión que cruza el istmo.

### Arqueología

Período clásico
Período helenístico
Período romano
1. Templo de Poseidón
2. Palemonion
3. Primer estadio
4. Segundo estadio
5. Teatro
6. Termas romanas
7. Fortificaciones

Las primeras investigaciones arqueológicas se realizaron en la zona del santuario desde 1883. Las excavaciones del yacimiento se llevaron a cabo tanto en las originales de 1952 como en las de 1989. Estas últimas excavaciones ayudaron a descubrir evidencias relacionadas con todas las áreas de desarrollo de Isthmia desde la Edad del Bronce hasta la época romana, pero en particular se centraron en el templo arcaico, en parte porque éste es el más completo de los edificios encontrados en el sitio a pesar de ser uno de los más antiguos.
El descubrimiento del santuario del Istmo fue mérito de arqueólogos de Chicago dirigidos por Oscar Broneer. De 1952 a 1960 se excavaron los restos del templo de Poseidón Istmio, el cercano Palemonion, el teatro, se individualizaron el estadio clásico y el más tardío y se hicieron investigaciones de otros monumentos de la zona. Los resultados de las excavaciones se publicaron en una serie de tres volúmenes a partir de 1971, y en artículos en la revista Hesperia. Desde 1967 los trabajos fueron retomados por la Universidad de Los Ángeles, de acuerdo con la Escuela Americana de Estudios Clásicos de Atenas, bajo la dirección de Paul A. Clement. El primer informe de los resultados de 1989 se publicó en Hesperia en 1992.

## Datación

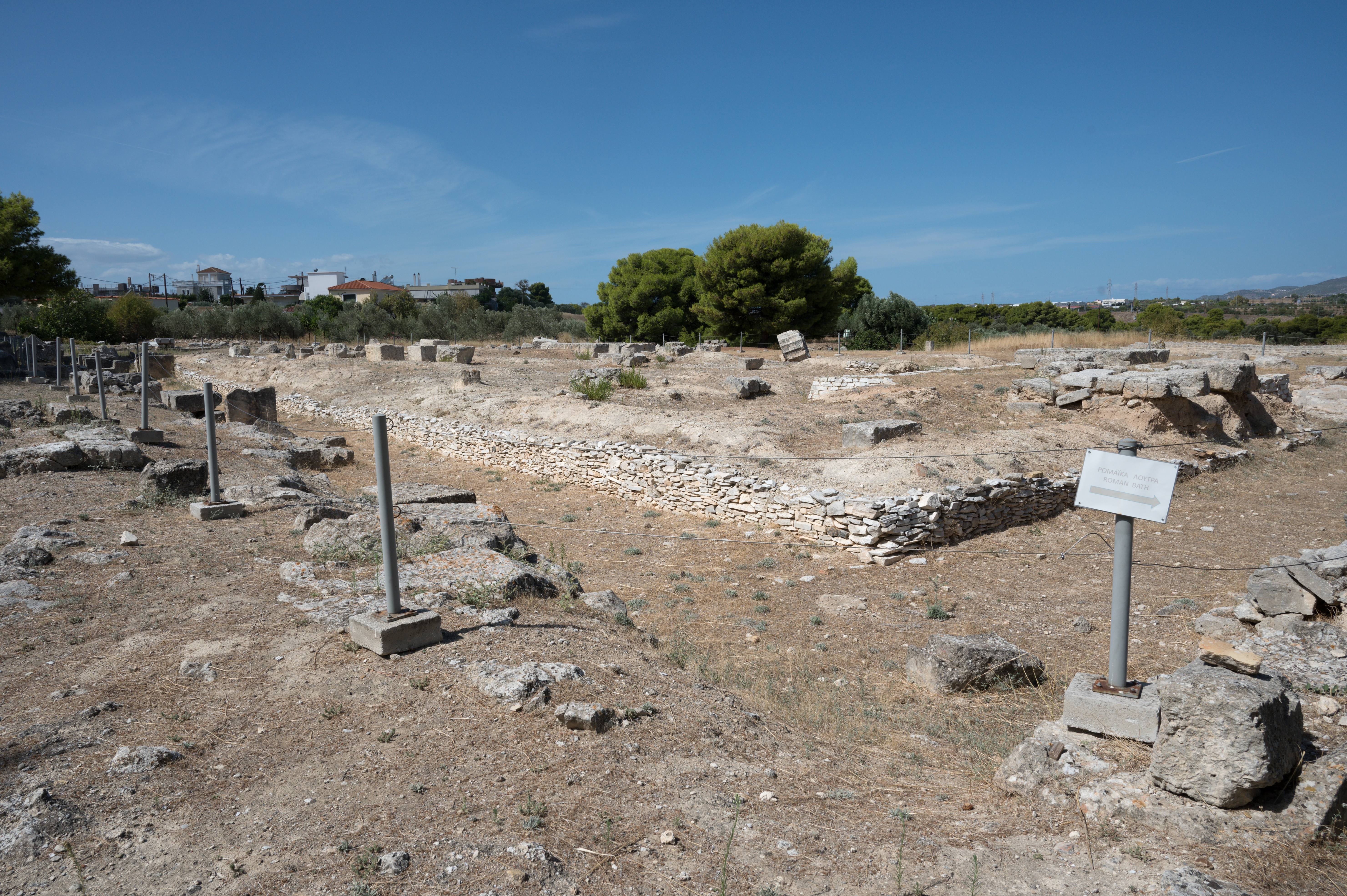
Templo de Poseidón en Istmia, del 690 a. C. al

Los debates que se produjeron tras la primera publicación de los resultados de Broneer se centraron en la inclusión de un peristilo de madera del orden dórico, y en una fecha de construcción de hacia el 700 a. C. Historiadores como J. B. Salmons, en su libro Wealthy Corinth (1984), afirmaron que el templo se construyó bajo el reinado de Cípselo; esto contradice las sugerencias de Broneer, ya que Cípselo no alcanzó el poder hasta el 657 a. C., por lo que retrasaría la creación del templo unos 50 años.
Las excavaciones de 1989 contenían importantes descubrimientos que ayudaron a establecer que el templo se construyó realmente más tarde de lo que Broneer había previsto, y se sitúa en una fecha que oscila entre el 690 y el 650 a. C. Esta fecha significaría que podría haber sido construido durante el reinado de Cípselo, además de sugerir una fecha posterior para la aparición de edificios monumentales. Las excavaciones obtuvieron sus resultados mediante diversos métodos. Antes de las excavaciones se realizaron investigaciones topográficas y estratigráficas de los edificios conocidos bajo la superficie. Al comenzar las excavaciones se hicieron zanjas, en su mayoría extensiones de las zanjas originales de Broneer. La tierra recogida se tamizó en seco y en húmedo, y de ella se hicieron numerosos hallazgos. Se encontraron depósitos que contenían grandes cantidades de cerámica, cenizas y cimientos de piedra, lo que ayudó a determinar las respuestas a muchas de las preguntas que se habían planteado. Las cerámicas recuperadas ayudaron a determinar una fecha más precisa, gracias al hallazgo de cerámicas como las de estilo aribaloide, que constituyen un medio eficaz de datación debido a su introducción a principios del siglo VII a. C. Además, se ha podido cartografiar con bastante precisión la planta y los elementos circundantes del lugar. En los informes se menciona como el hallazgo más importante de las excavaciones de 1989 el hecho de que la planta del templo pudiera reconstruirse con precisión. La planta mostraba un templo de proporciones inigualables para su época y de una disposición casi totalmente nueva. Por lo tanto, esto demostró los orígenes de los edificios monumentales en la Grecia continental y proporcionó una fecha aproximada. Además, se comprobó que no había pruebas del empleo del estilo dórico, como sugería Broneer. Aunque Broneer afirmó que su reconstrucción era especulativa, y aún no parece tener pruebas que respalden su existencia, esto no significa que el templo no fuera uno de los edificios pioneros de la arquitectura dórica. Esto se debe a que todo lo que se conoce del templo es lo que se ha encontrado en los depósitos de cerámica y los cimientos de piedra, ya que el templo fue completamente destruido en el año 470 a. C. (también se sabe por la cerámica descubierta durante las excavaciones, en particular la cerámica quemada). No queda mucho más que la planta, o al menos lo que se ha encontrado hasta ahora, por lo que es difícil llegar a una conclusión firme sobre el estilo real. Sin embargo, las excavaciones han puesto de manifiesto la disposición de las columnas y las dimensiones, lo que sin duda nos indica que se trataba de un templo de proporciones épicas para su época.
En última instancia, la importancia del yacimiento istmio se debe a que casi todo el conocimiento del templo arcaico procede de la arqueología. Hay pocas referencias en la literatura griega contemporánea, por ejemplo en las Historias de Heródoto solo se menciona de pasada el reinado de Cípselo, que fue de gran prosperidad, y las batallas y el inicio de los juegos panhelénicos en Istmia.  Esto significa que cuando se estudian los orígenes de la arquitectura monumental griega y el orden dórico y similares, la arqueología sigue siendo la única fuente real de información. En este sentido, el templo de Istmia es clave para estudiar estos primeros desarrollos y las excavaciones de 1989 ayudaron a establecer detalles sobre la datación, el tamaño y el estilo. A partir de ahí se pueden realizar más estudios, como el de quién construyó el templo, ya que, como se ha sugerido anteriormente, Cípselo es un candidato, pero podría ser anterior a su época. Además, es posible que las futuras excavaciones permitan descubrir más pruebas sobre la relación de los templos con la arquitectura dórica y, en general, ofrecer una imagen más clara de los cambios que se produjeron cuando Grecia pasó de la Edad del Hierro a la período clásico.